# Esteban Burgos
Esteban Rodrigo Burgos (Salta, 9 gennaio 1992) è un calciatore argentino, difensore del San Martín (SJ).

## Caratteristiche tecniche
È un difensore centrale.